# Dalmacio Iglesias
Dalmacio Iglesias García, né à Santibáñez el Bajo (province de Cáceres, Espagne) le 5 décembre 1879 et mort à Barcelone le 13 janvier 1933, est un avocat, journaliste et homme politique espagnol. Élu député aux Cortes pour le district de Gérone dans les rangs de la Communion traditionaliste en 1910 puis sénateur pour Tarragone en 1918, il se distingua par sa lutte pour mette fin à l'alliance des traditionalistes catalans avec les catalanistes  de la Lliga Regionalista.